# Менендо II Гонсалес (граф Португалии)
Мене́ндо II Гонса́лес (Менду II Гонсалвеш; исп. Menendo II González, порт. Mendo II Gonçalves; около 945 — 6 октября 1008) — граф Португалии и Галисии (997—1008), регент королевства Леон (999—1007) во время несовершеннолетия короля Альфонсо V.

## Биография

### Граф Португалии и Галисии
Менендо II был сыном графа Португалии Гонсало I Менендеса и Ильдуары Паис. Его семья была галисийского происхождения и имела тесные родственные связи с представителями многих знатных семейств Галисии. В 997 году Менендо унаследовал графство Португалия после гибели своего отца в бою с маврами, возглавляемыми аль-Мансуром. В этом же году от короля Бермудо II он получил и Галисию, став здесь преемником погибшего во время набега мусульман на Леон графа Гильермо Гонсалеса. Таким образом Менендо II, объединив под своей властью все земли королевства Леон от реки Дуэро до северного побережья Галисии, стал наиболее могущественным из вассалов короля.

### Начало регентства
В сентябре 999 года, после смерти Бермудо II, граф Менендо II вместе с Эльвирой Гарси́ей, матерью нового короля Альфонсо V, стал регентом на период несовершеннолетия монарха. На регентство предъявил претензии также брат Эльвиры, граф Кастилии Санчо Гарсия, но Менендо Гонсалесу, которого поддержала бо́льшая часть леонской знати, удалось не допустить вхождения графа Санчо в регентский совет. В хартии, данной 13 октября по случаю состоявшейся два дня назад коронации Альфонсо V, подпись графа Менендо II стоит раньше, чем подпись графа Санчо Гарсии, хотя в этом документе Санчо наделён более высоким титулом (герцог), чем Менендо (граф). Это свидетельствует о преобладающем влиянии в этот момент при дворе короля Леона антикастильской группы знати, хотя известно, что существовала и возглавляемая Эльвирой Гарсией группа знатных леонцев, выступавшая за укрепление союза с графством Кастилия. По словам Пелайо из Овьедо, граф Менендо II увёз Альфонсо V в свои владения в Галисии, где воспитывал его вместе со своими детьми.
Одним из первых решений графа Менендо Гонсалеса на посту регента стало новое заселение разрушенной маврами Саморы, которое было начато в первый год правления короля Альфонсо V.

### Войны с маврами. Отношения с Кастилией

#### Войны с аль-Мансуром

Пиренейский полуостров в 1000 году.

Несмотря на напряжённые отношения с Кастилией, после смерти Бермудо II, заключившего мирное соглашение с аль-Мансуром, знать Леона приняла решение возобновить войну с Кордовским халифатом. С этой целью в 1000 году между королевством Леон, королевством Наварра и графством Кастилия был заключён антимусульманский союз. Но в том же году объединённое войско трёх христианских государств потерпело тяжёлое поражение от мавров в битве при Сервере. В сражении погиб король Наварры Гарсия II Санчес.
В течение двух следующих лет аль-Мансур совершил несколько походов в Кастилию и Наварру, во время которых разрушил Бургос и Памплону. Только в 1002 году христианам удалось одержать победу над маврами. Согласно средневековым испанским хронистам Луке Туйскому и Родриго Хименесу де Рада, 8 августа соединённое войско Леона, Кастилии и Наварры нанесло мусульманам поражение в битве при Калатаньясоре, а 10 августа аль-Мансур, получивший ранение в этой битве, скончался в Мединасели. Хроники говорят, что граф Менендо II командовал в сражении отрядами Леона, Галисии и Астурии. Однако современные историки установили, что сражение при Калатаньясоре является выдумкой испанских хронистов XIII века, желавших предать смерти аль-Мансура от старости вид героической победы христиан над их злейшим врагом.

#### Союз с Кордовским халифатом
Преемником аль-Мансура стал его сын хаджиб Абд аль-Малик аль-Музаффар, который продолжил агрессивную политику отца по отношению к христианским государствам Пиренейского полуострова, в конце 1002 года совершив поход в Леон. Желая воспользоваться ситуацией для заключения мира с маврами, Менендо II и Эльвира Гарсия направили посольство в Кордову и в феврале 1003 года между королевством Леон и Кордовским халифатом был заключён договор о мире. В качестве союзника аль-Музаффара граф Менендо Гонсалес участвовал в походе мавров в графство Барселона, во время которого мавры и леонцы сначала потерпели поражение в битве при Торе, а затем нанесли каталонцам поражение в битве при Альбесе.
В 1004 году между графами Португалии и Кастилии возник новый спор по вопросу, кому быть регентом при несовершеннолетнем короле Альфонсо V. Оба правителя обратились за посредничеством к аль-Музаффару. Менендо II лично приехал в Кордову, чтобы добиться поддержки хаджиба. В результате аль-Музаффар решил спор в пользу графа Португалии, своего союзника. В том же году против графа Санчо Гарсии, отказавшегося признать решение хаджиба, аль-Музаффар и Менендо Гонсалес совершили совместный поход.

#### Войны с аль-Музаффаром
В 1005 году по неизвестным причинам между королевством Леон и Кордовским халифатом вновь началась война: аль-Музаффар совершил нападение на горные районы Галисии и взял крепость Лу́на, а его полководец Вадих вновь разорил Самору. В следующем году граф Санчо Гарсия заключил мир с аль-Музаффаром и участвовал в походе мавров в графство Рибагорса, однако в 1007 году граф Кастилии вновь начал войну с халифатом, заключил союз с правителями Леона и Наварры и во главе соединённого войска христианских государств завоевал хорошо укреплённый замок Клуния. Это было последнее столкновение Леона с маврами во время регентства Менендо II.

### Последние годы
В 1007 году король Альфонсо V стал совершеннолетним и начал самостоятельно управлять королевством. Его мать Эльвира Гарсия ушла в монастырь, граф Менендо Гонсалес уехал в свои владения в Португалии. Однако и после своего ухода с поста регента влияние Менендо II на короля было настолько велико, что графу удалось получить согласие Альфонсо V на брак со своей дочерью, Эльвирой Менендес. Так как невеста ещё не достигла брачного возраста, свадьба была отложена до её совершеннолетия. Бракосочетание Альфонсо V и Эльвиры состоялось только в 1015 году.
Граф Менендо II Гонсалес погиб 6 октября 1008 года. Наиболее достоверными считаются сведения «Лузитанской хроники», согласно которым он погиб в бою с норманнами у Авенозо. Однако некоторые более поздние исторические хроники говорят, что Менендо Гонсалес был убит в результате заговора, организованного некими знатными галисийцами, или что он погиб во время похода в Кастилию.
Его сыновья были ещё недостаточно взрослыми, чтобы самостоятельно править владениями отца, поэтому вдова графа Менендо Муниадомна (Тудадомна) передала Португалию мужу свой дочери Ильдуары, графу Нуньо I Альвитесу. Правительницей Галисии была признана дочь графа Менендо Гонсалеса, Эльвира. До вступления её в брак с королём Альфонсо V Галисией управлял граф Нуньо Альвитес, а после бракосочетания эти земли в качестве приданого перешли под непосредственную власть короля Леона.

## Семья
Граф Менендо II был женат на Муниадомне (Тудадомне) (умерла ранее 1025 года), внучке графа Фруэлы Гутьерреса. Детьми от этого брака были:
- Гонсало (умер после 1018 года)
- Рамиро (умер до 1014 года)
- Эгас (умер после 1014 года)
- Мунио (умер после 1025 года)
- Эльвира (умерла 2 декабря 1022) — жена (с 1015 года) короля Леона Альфонсо V Благородного
- Ильдуара — жена графа Португалии Нуньо I Альвитеса
- Альдонса (умерла после 1014 года).

Также детьми Менендо Гонсалеса считаются ещё два сына (Пелайо и Фруэла) и две дочери (Онега и Муниадомна), однако точно их родственные связи с ним не установлены.